# Тароко
Националният парк „Тароко“ (на китайски: 太魯閣國家公園) е национален парк в източната част на Тайван. Разположен е в клисурата Тароко и съседните възвишения.
Основан e през 1937 година, по време на японското управление на острова, но е закрит през август 1945 година. Възстановен е през 1986 година.
Това е една от най-популярните туристически атракции в Тайван. В този парк се намира 19-километров каньон, чиито стени са главно от мрамор и гранит.
Високите скали, са на възраст повече от 200 милиона години, бързеите и водопадите придават неповторима красота на околността. „Тароко“ означава „великолепен“.
Този пролом е известен също със специфичния нефрит, който може да бъде намерен единствено тук.